# Yushania qiaojiaensis
Yushania qiaojiaensis är en gräsart som beskrevs av Chi Ju Hsueh och Tong Pei Yi. Yushania qiaojiaensis ingår i släktet yushanior, och familjen gräs. Inga underarter finns listade i Catalogue of Life.